# Hendelia extensicornis
Hendelia extensicornis är en tvåvingeart som beskrevs av Frey 1960. Hendelia extensicornis ingår i släktet Hendelia och familjen träflugor.
Artens utbredningsområde är Myanmar. Inga underarter finns listade i Catalogue of Life.